# The Bounty (videogioco)
The Bounty (ザ・バウンティ?, Za Baunti) è un videogioco arcade di genere sparatutto a scorrimento, sviluppato e pubblicato da Orca Corporation nel 1982 solo in Giappone. Si tratta del sequel spirituale di River Patrol.

## Modalità di gioco
Il giocatore è a bordo di una barca che è stata riadattata con cannoni a fuoco rapido, la quale sta navigando lungo il fiume dove è in missione per rompere i blocchi nemici e fermare l'avanzata delle truppe. Oltre ai mezzi da guerra, il fiume è infestato da mine, tronchi, vortici e tartarughe, e ha una vera e propria fine che deve essere raggiunta per passare al livello successivo.
The Bounty si gioca con il joystick. Il giocatore controlla il movimento della barca a sinistra e a destra sullo schermo e preme il pulsante A per accelerare. Egli con il pulsante B può sparare proiettili per distruggere navi, elicotteri e artiglieria. L'obiettivo è guadagnare quanti più punti possibili prima di schiantarsi o rimanere senza benzina. Quest'ultima può venire raccolta tramite dei barili galleggianti nel fiume per riempire l'indicatore visualizzato nella parte sinistra dell'interfaccia. Man mano che il fiume avanza, ci saranno meno barili. Una vita viene persa se la barca si scontra con una roccia, la riva del fiume o con le mine, o viene colpito dall'attacco del nemico. Quando tutte le vite sono esaurite, la partita termina.

## Musica
Il brano arrangiato ad 8-bit presente in The Bounty è la marcia della Marina imperiale giapponese, ovvero Gunkan Kōshinkyoku (軍艦行進曲?) di Tōkichi Setoguchi.